# Silba longistylus
Silba longistylus är en tvåvingeart som beskrevs av Macgowan 2005. Silba longistylus ingår i släktet Silba och familjen stjärtflugor. Inga underarter finns listade i Catalogue of Life.